# Lotte Goslar
Lotte Goslar (27. února 1907 Drážďany – 16. října 1997 Great Barrington, Massachusetts, Spojené státy americké) byla německo-americká tanečnice, taneční klaun a choreografka.

## Život a dílo
Pocházela z rodiny bankéře a od útlého věku se věnovala kariéře tanečnice. Navštěvovala lekce tance u Mary Wigman a Grety Palucca. Debutovala v Berlíně. Brzy si vytvořila svůj vlastní styl výrazového tance. V roce 1933 odešla před nacisty z Německa a připojila se ke kabaretu Eriky Mannové Die Pfeffermühle.
S kabaretem Die Pfeffermühle procestovala Evropu. V roce 1935 přijela do Prahy. Zde se ucházela o angažmá v Novém německém divadle. Slavila úspěch při hostování v Osvobozeném divadle. Tančila ve hře Balada z hadrů, ve které měla samostatné výstupy s názvy Kráska odhalí svou strašnou tvář, Anděl strážný rozmlouvá s hříšníkem, Čistokrevný jelen, Fillede de Joie – opilý monolog stárnoucí pouliční holky o ztracených řemeslných svodech, Básníkova slova (v kostýmu Francoise Villona).
Na konci podzimu roku 1936 odcestovala se skupinou do USA. Zde se počátkem roku 1937 pokusila se skupinou Peppermill o nový začátek, tento pokus ale nebyl úspěšný. Ve Spojených státech zůstala jako odpůrkyně národního socialismu v exilu.
Lotte Goslar vystupovala v muzikálech na Broadwayi a v nočních klubech. V roce 1943 odešla do Hollywoodu, kde pracovala také jako učitelka tance a mimo jiné učila Marilyn Monroe nebo Gowera Championa. Spolupracovala s režiséry Erwinem Piskatorem a Bertoltem Brechtem. Založila vlastní soubor, s nímž podnikla mnoho rozsáhlých turné po USA a později i do Evropy. Od konce 70. let opakovaně vystupovala v Německu.
Jako choreografka vyvinula směsici tance a pantomimy. V roce 1954 založila Lotte Goslar’s Pantomime Circus. Mezi její tituly patří For Humans Only (1954) a Clowns and Other Fools (1966).
Svůj umělecký odkaz předala Německému tanečnímu archivu v Kolíně nad Rýnem (Deutsches Tanzarchiv Köln) a tanečnímu oddělení Jerome Robbinse v Newyorské veřejné knihovně (Jerome Robbins Dance Division, The New York Public Library).